# ام‌اس مونیخ
ام‌اس مونیخ (به انگلیسی: MS München) یک کشتی بود که طول آن ۲۶۱٫۴ متر (۸۵۸ فوت) بود. این کشتی در سال ۱۹۷۲ ساخته شد.